# Dub u Nešporů
Dub u Nešporů je památný strom dub letní (Quercus robur). Roste na východním okraji obce Tašovice (městské části Karlových Varů) v Karlovarském kraji, vpravo u silnice z Jenišova do Doubí u domu čp. 236. Solitérní strom s pravidelnou kulovitou korunou má obvod kmene 365 cm, koruna sahá do výšky 23 m (měření 2006). Dub je chráněn od roku 2005.

## Stromy v okolí
- Žalman
- Majvalův dub
- Dub U Vorlů
- Jenišovský dub
- Tuhnické lípy